# Chekhov, tỉnh Moskva

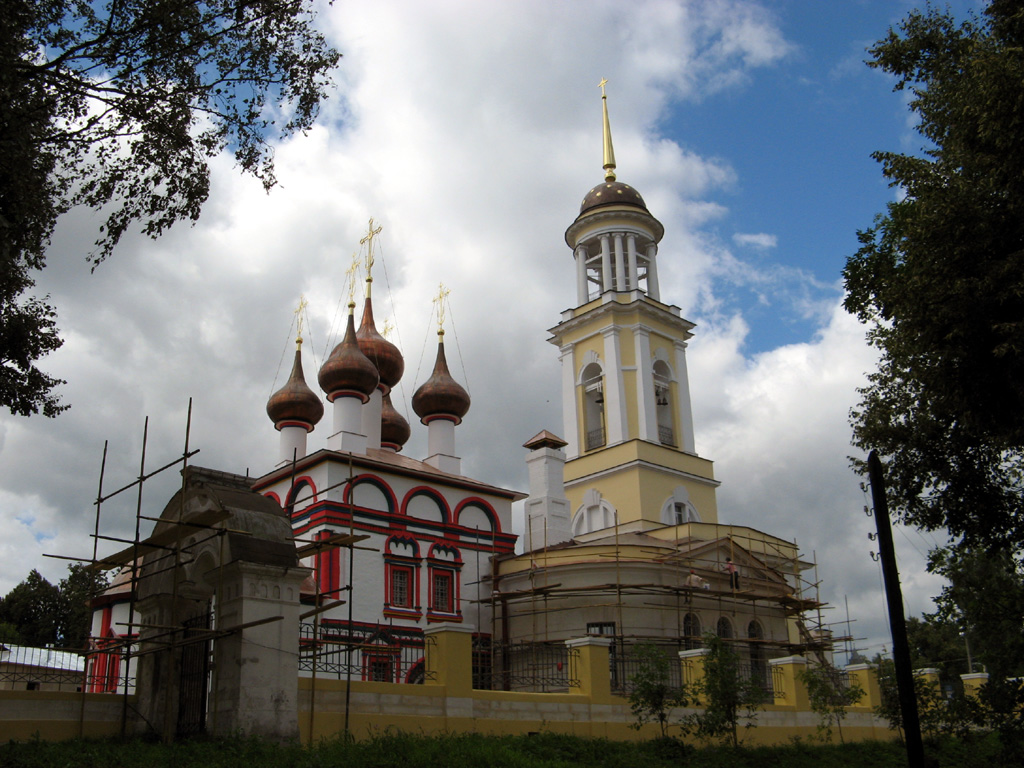
Nhà thờ

Chekhov (tiếng Nga: Чехов) là một thành phố Nga. Thành phố này thuộc chủ thể Moskva Oblast. Thành phố có dân số 72.917 người (theo điều tra dân số năm 2002). Đây là thành phố lớn thứ 214 của Nga theo dân số năm 2002. Dân số qua các thời kỳ: 60,677 (Điều tra dân số 2010); 72,917 (Điều tra dân số 2002); 59,206 (Điều tra dân số năm 1989); 56,000 (1985).
Ở vùng ngoại ô của Chekhov là di sản Davidov, nổi tiếng là tu viện phong phú nhất ở Nga. Thành phố bao gồm nhiều nhà thờ từ thế kỷ 17 và 18.
Gần Chekhov là sở chỉ uy Tổng tham mưu các lực lượng vũ trang Liên bang Nga chiến, nằm sâu dưới lòng đất, [6 là gần như chắc chắn được kết nối trực tiếp đến điện Kremlin Moskva bằng một tuyến đường sắt ngầm của Moscow Metro 2 vận hành vởi Cục an ninh liên bang Nga (FSB).